# For No One
〈For No One〉은 폴 매카트니(레논-매카트니로 표기)가 작곡한 곡으로 비틀즈의 일곱 번째 음반인 《Revolver》에 처음 등장했다. 한 관계의 종말에 관한 바로크 팝인 이 노래는 매카트니가 개봉했을 때 가장 성숙하고 가슴 아픈 작품 중 하나였다. 주로 작곡가가 연기하는 이 곡은 프렌치 호른 독주곡으로 구분되며, 알란 시빌에 의해 연주되고 마지막 시에서 대위법으로 사용된다.
존 레논은 이 곡에 대해 "내가 가장 좋아하는 곡 중 하나인 멋진 작품"이라고 말했다.

## 참여 인원
- 폴 매카트니 – 보컬, 베이스 기타, 피아노, 클라비코드
- 링고 스타 – 드럼, 탬버린, 마라카스
- 알란 시빌 – 프렌치 호른

이안 맥도날드 당 인원